# Luik-Bastenaken-Luik 2004
De 90e editie van Luik-Bastenaken-Luik werd gehouden op 25 april 2004. De renners moesten in deze editie van La Doyenne 258,5 kilometer afleggen, met daarin enkele lastige beklimmingen. Het was de vijfde wedstrijd in de strijd om de Wereldbeker.
Davide Rebellin won de Waalse wielerklassieker. De Italiaanse coureur van Team Gerolsteiner bleef Michael Boogerd voor in de spurt. Het betekende de derde overwinning voor Rebellin binnen een week. Eerder zegevierde hij al in de Amstel Gold Race en de Waalse Pijl. 
Met zijn overwinning voegde Rebellin zich in het lijstje van illustere kampioenen die eerder het Ardense tweeluik wisten te winnen in hetzelfde jaar: Ferdi Kubler (1951 en 1952), Stan Ockers (1955), Eddy Merckx (1972) en Moreno Argentin (1991). Bovendien deed hij wat niemand ooit voor hem presteerde: met de Amstel erbij drie grote klassiekers op rij winnen. 

## Beklimmingen
| №  | Kilometer | Naam                      | Lengte | %     |
| -- | --------- | ------------------------- | ------ | ----- |
| 1  | 82        | Côte Saint-Roch           | 1,5 km | 7,7%  |
| 2  | 154       | Côte de Wanne             | 2,8 km | 4,9%  |
| 3  | 170,5     | Côte de Stockeu           | 2,7 km | 10,3% |
| 4  | 175       | Côte de Wanneranval       | 1,4 km | 10,9% |
| 5  | 194       | Côte du Rosier            | 4 km   | 6,1%  |
| 6  | 206,5     | Côte de la Vecquée        | 3,2 km | 6,3%  |
| 7  | 223,5     | Côte de La Redoute        | 1,9 km | 7,4%  |
| 8  | 229,5     | Côte de Sprimont          | 1,5 km | 5%    |
| 9  | 244,5     | Côte du Sart-Tilman-Tilff | 3,7 km | 5,9%  |
| 10 | 253       | Côte de Saint-Nicolas     | 1,1 km | 11%   |

## Uitslag
| Luik-Bastenaken-Luik 2004 (258,5 km) |                      |                        |          |
| Plaats                               | Naam                 | Ploeg                  | Tijd     |
| Winnaar                              | Davide Rebellin      | Team Gerolsteiner      | 6u20'09" |
| 2                                    | Michael Boogerd      | Rabobank               | z.t.     |
| 3                                    | Aleksandr Vinokoerov | T-Mobile Team          | + 4"     |
| 4                                    | Samuel Sánchez       | Euskaltel-Euskadi      | + 8"     |
| 5                                    | Erik Dekker          | Rabobank               | + 12"    |
| 6                                    | Matthias Kessler     | T-Mobile Team          | z.t.     |
| 7                                    | Michele Scarponi     | Domina Vacanze         | z.t.     |
| 8                                    | Ivan Basso           | Team CSC               | z.t.     |
| 9                                    | Tyler Hamilton       | Phonak Hearing Systems | z.t.     |
| 10                                   | Ángel Vicioso        | Liberty Seguros        | z.t.     |
|                                      |                      |                        |          |
| 16                                   | Frank Vandenbroucke  | Fassa Bortolo          | + 16"    |

1892 · 1893 · 1894 · 1895-1907 · 1908 · 1909 · 1910 · 1911 · 1912 · 1913 · 1914-1918 · 1919 · 1920 · 1921 · 1922 · 1923 · 1924 · 1925 · 1926 · 1927 · 1928 · 1929 · 1930 · 1931 · 1932 · 1933 · 1934 · 1935 · 1936 · 1937 · 1938 · 1939 · 1940-1942 · 1943 · 1944 · 1945 · 1946 · 1947 · 1948 · 1949 · 1950 · 1951 · 1952 · 1953 · 1954 · 1955 · 1956 · 1957 · 1958 · 1959 · 1960 · 1961 · 1962 · 1963 · 1964 · 1965 · 1966 · 1967 · 1968 · 1969 · 1970 · 1971 · 1972 · 1973 · 1974 · 1975 · 1976 · 1977 · 1978 · 1979 · 1980 · 1981 · 1982 · 1983 · 1984 · 1985 · 1986 · 1987 · 1988 · 1989 · 1990 · 1991 · 1992 · 1993 · 1994 · 1995 · 1996 · 1997 · 1998 · 1999 · 2000 · 2001 · 2002 · 2003 · 2004 · 2005 · 2006 · 2007 · 2008 · 2009 · 2010 · 2011 · 2012 · 2013 · 2014 · 2015 · 2016 · 2017 · 2018 · 2019 · 2020 · 2021 · 2022 · 2023 · 2024